# Sawur-Mohyła
Sawur-Mohyła (ukr. Савур-Могила, ros. Саур-Могила, Saur-Mogiła) – strategicznie położony szczyt na Wzgórzach Donieckich (277,9 m n.p.m.) znajdujący się około 10 km na południe od miasta Śnieżne i około 10 km od granicy obwodu donieckiego (Ukraina) z obwodem rostowskim (Rosja). Nazwa wzgórza jest nazwą mieszaną turecko-słowiańską; pierwsza część – Savur pochodzi z języka tureckiego i oznacza koński zad, druga część w języku ukraińskim oznacza kurhan.
W okresie II wojny światowej wzgórze stanowiło część utworzonej przez armię niemiecką linii obronnej „Front Mius”. Latem 1943 roku przechodziło z rąk do rąk i dopiero w sierpniu 1943 roku zostało zdobyte przez Armię Czerwoną.
10 września 1967 roku uroczyście odsłonięto na szczycie wzgórza okazały obelisk, upamiętniający ponad 23 tysiące żołnierzy Armii Czerwonej, którzy polegli na obszarze Donbasu.
W 2014 roku po wybuchu wojny w Donbasie wzgórze zajęli Rosjanie. Opanowanie wzgórza oznacza zyskanie kontroli nad rozległym równinnym obszarem o zasięgu kilkudziesięciu kilometrów. Armia ukraińska odbiła wzgórze 9 sierpnia, 26 sierpnia teren znalazł się pod kontrolą Donieckiej Republiki Ludowej. W czasie tych walk 21 sierpnia obelisk runął.
W 2022 roku kompleks pamięci został odrestaurowany i rozbudowany przez Rosyjskie Wojskowe Towarzystwo Historyczne i Ministerstwo Obrony Federacji Rosyjskiej, otwarcie odbyło się 8 września 2022 roku.
Walka o wzgórze – podobnie jak w okresie II wojny światowej – zyskała dla obu stron konfliktu symboliczne znaczenie.